# Carl Eugenius Pabst von Ohain
Carl Eugenius Robertus Pabst von Ohain (auch Karl Eugenius Pabst von Ohain; * 8. April 1718 in Freiberg; † 25. Januar 1784 ebenda) war ein sächsischer Mineraloge aus der Familie Pabst von Ohain.

## Leben
Der Sohn des Freiberger Bergrates und Oberzehntners Gottfried Pabst von Ohain erhielt bereits in seiner Kindheit mineralogische Kenntnisse durch seinen Vater. Nach dessen frühzeitigen Tod im Jahre 1729 erhielt er eine berg- und hüttenmännische sowie markscheiderische Ausbildung. Einer seiner Lehrer war Johann Friedrich Henckel. Wie schon sein Vater trat er in den Dienst der kursächsischen Bergverwaltung. Am 1. April 1750 erfolgte seine Ernennung zum Bergkommissionsrat und Assessor beim Oberbergamt Freiberg. Nach dem Tode des Oberberghauptmanns Friedrich Wilhelm von Oppel wurde Pabst von Ohain 1769 zum Berghauptmann in Freiberg berufen. Gemeinschaftlich mit dem Oberberghauptmann Adam Friedrich von Ponickau übernahm er das Kuratorenamt der Bergakademie Freiberg. Beide Funktionen übte er bis zu seinem Tode aus, sein Nachfolger wurde Carl Wilhelm Benno von Heynitz. Außerdem war Ohain Mitglied der Akademien in Turin und St. Petersburg. Ohain war Autor mehrerer Schriften zur Mineralogie.
Pabst von Ohain berief 1775 den früheren Studenten Abraham Gottlob Werner auf den Lehrstuhl für Mineralogie und setzte ihn zum Bergakademie-Inspektor ein.
Ohain besaß eine umfangreiche Mineraliensammlung, die er der Bergakademie für Ausbildungszwecke zur Verfügung stellte. Nach seinem Tode wurde die Sammlung von António de Araújo e Azevedo, 1. conde da Barca erworben. Werner katalogisierte die 7.500 Stücke, die 1807 von Portugal nach Rio de Janeiro verschifft wurden und die Grundlage des Brasilianischen Nationalmuseums bildeten.

### Werke als Digitalisat
- Ausfuehrliches und sistematisches Verzeichnis des Mineralien-Kabinets des weiland kurfuerstlich saechsischen Berghauptmans Herrn Karl Eugen Pabst von Ohain, Band 1 (1791) als Digitalisat

| Personendaten    | Personendaten                                                                                |
| ---------------- | -------------------------------------------------------------------------------------------- |
| NAME             | Pabst von Ohain, Carl Eugenius                                                               |
| ALTERNATIVNAMEN  | Pabst von Ohain, Carl Eugenius Robertus (vollständiger Name); Pabst von Ohain, Karl Eugenius |
| KURZBESCHREIBUNG | sächsischer Mineraloge                                                                       |
| GEBURTSDATUM     | 8. April 1718                                                                                |
| GEBURTSORT       | Freiberg                                                                                     |
| STERBEDATUM      | 25. Januar 1784                                                                              |
| STERBEORT        | Freiberg                                                                                     |